# Pecsnarócz
Pecsnarócz (szlovénül Pečnarovci) egykori község a Muravidéken, Szlovéniában, Ottóháza mellett.
A település Ottóháza déli oldalán helyezkedik el a Macskócz-patak partján. Szomszédai Vidorlak, Mátyásdomb, Ottóháza, Vaskovácsi, Kölesvölgy, Kerkaszabadhegy.
A falut először 1365-ben említik Pechneruchi névvel, egy évvel később Pechnarouch in dystrictu Waralyakurniky. Utóbbi név esetében a Waralyakurniky nyilván Váralja környéki jelentéssel bír, ez pedig nyilván az innen messze fekvő Felsőlendva várára utal, amelynek váruradalmához tartozott Pecsnarócz is. A közeli Szentsebestyént is ebben az időben így jelölték. Mivel Szentsebestyén szlovén neve Pečarovci, ezért könnyen keverhető a két település.
1499-ben Pesnarowcz néven található írott forrásokban. Egyházilag a felsőlendvai templom része, a reformáció idején a falu evangélikussá vált.
A település gyermekei az 1870-es, 1880-as években Otóczra jártak iskolába. 1890-ben egyesítették Ottóházával.